# Synagoga Tempel we Wrocławiu
Synagoga Tempel we Wrocławiu – nieistniejąca synagoga, która znajdowała się we Wrocławiu, przy ulicy św. Antoniego 30.
Synagoga została założona w 1780 roku. W 1796 roku została wydzierżawiona Pierwszemu Towarzystwu Braci, które ją użytkowało do 1817 roku. W 1874 roku połączyła się z synagogą Leszczyńską. Została zlikwidowana na początku XX wieku.